# Saint-Cyr-du-Doret
Saint-Cyr-du-Doret è un comune francese di 608 abitanti situato nel dipartimento della Charente Marittima nella regione della Nuova Aquitania.

## Società

### Evoluzione demografica
Abitanti censiti